# Badhoven
Badhoven ist eine fünfköpfige österreichische Rockband aus Graz.

## Geschichte
„Graz scheint ein guter Boden für Rockmusik Made in Austria zu sein.“ Diese Theorie stellt Stormbringer, das Austrian Heavyzine in der Review des ersten Albums der Band mit dem neuen Namen „Badhoven“ auf. Davor hatte es zwei Alben, 1996 und 1998, unter dem Bandnamen Black Rose gegeben. Bandgründer Kurt Christian erklärt in einem Interview mit dem Rocktologist den Namenswechsel so: „The [new] band name resembles what the band does in terms of style, musicians and their background well.“
Jahrzehnte und etliche Wechsel von Bandmitgliedern später subsumierte dasselbe Heavyzine zu All the World's a Fake, dem vierten und bislang letzten Album: „Das alles ist mehr als nur ein Lebenszeichen, das ist ein verdammt starkes Statement für gute Rockmusik mit dem Made in Austria-Gütesiegel.“
2019 zeigte sich die Band auch als großzügiger Unterstützer einer guten Sache, und brachte zwei Nummern auf Gerald Ganglbauer's Parkinsong Duets heraus. Für dieselbe Organisation spendete Badhoven 2021 ein Reisestipendium zum World Parkinson Congress 2022 in Barcelona.

## Diskografie
- 1996: Black Rose (CD, ATS-Records, als Black Rose)
- 1997: Black Rose (CD, Fandango Records Japan, als Black Rose)
- 1998: Time Doesn't Matter at All (CD, ATS-Records, als Black Rose)
- 2001: Behind the Masquerade (CD, ATS-Records)
- 2004: Last Christmas (Single-CD, ATS-Records)
- 2005: Believe (CD, ATS-Records)
- 2007: Captured Live (DVD, EPS-Records)
- 2008: Badhoven Reloaded (Download-Album, ATS-Records, feat. Wim Roleants)
- 2011: I Will Be There (Single-CD, ATS-Records)
- 2013: Obsession (CD, ATS-Records)
- 2019: All the World’s a Fake (CD, ATS-Records)
- 2024: Rock throu Ages (CD, ATS-Records)